# Aqrab
 (août 2017).
Aqrab (en arabe : عقرب, également orthographié Akrab) est une ville dans le nord-ouest de la Syrie, faisant partie du Gouvernorat de Hama, situé au sud-ouest de Hama. À proximité des villes de Nisaf et Baarin à l'ouest, Awj au sud-ouest, Qarmas vers le sud, Taldou et de Houla vers le sud-est, Talaf et Hirbnafsah à l'est, Bisin et Jidrin au nord-est et al-Bayyadiyah au nord-ouest.
Selon le Bureau Central des Statistiques Syrienne (CBS), Aqrab avait une population de 8,422 dans le recensement de 2004, faisant d'elle la plus grande ville de la Hirbnafsah nahiyah. La population de Aqrab est composée de deux tiers de Musulmans Sunnites, le reste étant des Alaouites. Beaucoup d'habitants sunnites sont des descendants de turkmènes . 
Les Alaouites vivent pour la plupart dans l'enclave de Jbeili, où ils représentent environ 200 familles.
Dans un rapport des Nations unies de 1958, Aqrab vivait sous le système féodale.

## La guerre civile syrienne
Depuis le début de la guerre civile Syrienne en 2011, plusieurs familles Alaouites menacées par les Sunnites, ont fui dans les villages voisins comme Baarin. Le 11 décembre 2012, les attentats à la bombe dans le village ont fait 125-200 morts. La plupart des victimes était des Alaouites, et des témoins locaux accusent les rebelles FSA de Houla et Al-Rastan.